# 丁汝昌
丁汝昌（てい じょしょう、テイ・ジョシャウ、1836年11月18日〈道光16年10月10日〉 - 1895年2月12日〈光緒21年1月18日〉、原名は先達）は、清朝末期の軍人である。字は禹廷、号は次章。初めは太平天国の乱に反乱側として参加したが清朝に帰順してからは李鴻章の下で働き、後に北洋艦隊の提督になった。日清戦争中に艦隊戦敗北の責任をとって自決。

## 生涯

### 太平天国期
道光16年（1836年）、安徽省の廬江（現・廬江県）で生まれた。家が裕福ではなかったため、3年ほど私塾に通っただけで10歳の頃には学問の機会を失ってしまった。咸豊4年（1854年）に太平天国軍が廬江を占領すると、丁汝昌も葉芸来の太平天国軍に参加したが、咸豊11年（1861年）に清朝の曽国藩が率いる湘軍に安慶が包囲されると投降し、逆に安慶攻略で功をあげて千総として召抱えられた。同治元年（1862年）に李鴻章の淮軍に編入されるとそこで太平天国軍と戦い、その勇敢さから劉銘伝の部隊に引き抜かれた。
同治3年（1864年）に太平天国が滅亡すると今度は劉銘伝に従って北上し、捻軍と戦う。同治7年（1868年）に東捻軍を撃退すると、丁汝昌は提督総兵官の官位と「協勇巴図魯」の勇者称号を授かった。ところが同治13年（1874年）に清朝が軍縮を決定すると、丁汝昌は自分の部隊を縮小する事の非について劉銘伝に手紙で猛烈に抗議している。これに怒った劉銘伝は丁汝昌を殺してしまおうとするが、暗殺計画を聞きつけた丁汝昌はさっさと職を辞して帰郷して難を逃れた。

### 北洋艦隊期
光緒元年（1875年）、北洋通商大臣兼直隷総督になっていた李鴻章が洋式海軍を組織すると聞き、丁汝昌は李鴻章を頼る。李鴻章は丁汝昌と劉銘伝が揉めている事を考慮して、丁汝昌を湘軍に戻さずに新海軍創設の参与に据える。光緒6年（1880年）、丁汝昌は新海軍最初の巡洋艦としてイギリスのアームストロング社に発注していた「超勇」「揚威」を引き取りに林泰曽・鄧世昌ら乗組員を引き連れてイギリスに行った。
光緒8年（1882年）、朝鮮で壬午事変が勃発すると丁汝昌は北洋艦隊を率いて朝鮮に赴き大院君を捕らえて帰国してきた。これによって朝鮮には親清政権が復帰し、旧来の宗主国としての存在感のアピールと朝鮮への日本の進出を阻止する事ができた。光緒14年（1888年）に北洋艦隊が正式に発足すると提督に任命され、光緒17年（1891年）7月から8月にかけて艦隊を率いて日本を訪問した。この日本訪問は最新鋭の巨大艦を率いて日本を恫喝することが目的の1つだった。滞在中、芸妓のおしかと恋仲だったという。
光緒17年以降、清朝の海軍予算が大幅に削減される。これは頤和園の改修等に予算を振り分けるためだったと言われるが、いずれにせよ丁汝昌は苦しい財政状況の中で艦隊を運営しなければならなくなった。

### 日清戦争

「威海衝陥落北洋艦隊提督丁汝昌降伏ノ図」(想像図)右田年英画 1895年（明治28年）。外国軍顧問団を連れて降伏する丁を描いた絵。ただし、丁は降伏せずに自殺しており、この絵は想像で描かれたもの。

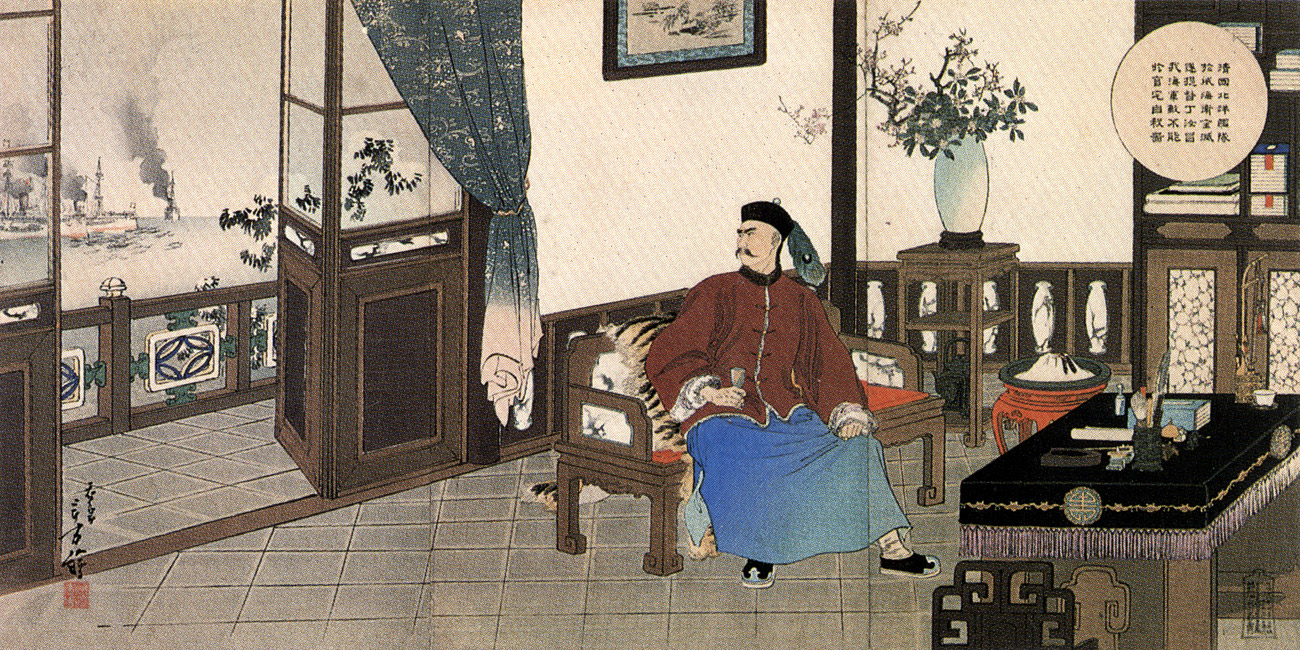
「提督丁汝昌於官宅自殺図」 水野年方画 1895年（明治28年）。毒杯を手にした姿で描かれているが、場所が艦内ではなく、陸上の官邸となっている。

光緒20年（1894年）に日清戦争が勃発、当初李鴻章は艦隊を温存しつつ、陸上戦を中心に日本を撃破する事を考えていた。だが日本が連合艦隊を組織して陸上部隊の輸送支援などに参加すると、清側に「北洋艦隊は何故出ないのか」という世論が高まる。8月10日に日本の連合艦隊が黄海に侵入すると光緒帝までもが李鴻章に向かって「丁汝昌は日本海軍を怖がっているのか」と叱責する。ここに至ってやむなく李鴻章は北洋艦隊に出動命令を出す。
9月17日、鴨緑江河口沖で日本の連合艦隊と遭遇し黄海海戦が行われる。丁汝昌は艦隊司令官として旗艦「定遠」の艦橋で指揮を執っていたが、主砲発射時の事故で艦橋が破壊された際に負傷してしまう。ここで北洋艦隊に問題が生じる。旗艦が指揮不能状態に陥った際の権限委譲の手順を決めていなかったため、北洋艦隊の各艦が個別に戦闘を始めた。結局約5時間にも及ぶこの戦闘の結果、北洋艦隊は主力12隻のうちの5隻を失った。
この後、丁汝昌は李鴻章の命令で残った北洋艦隊を本拠地の威海衛に移し座乗艦を「鎮遠」に換えてひたすら防備を固める。丁汝昌としては威海衛を防衛する陸上部隊の戦力に不安を感じたのだが、陸上の砲台は北洋艦隊の管轄ではないため結局この不安は改善されなかった。
光緒21年（1895年）1月20日、日本軍は山東半島の栄成に上陸し日本の連合艦隊司令長官の伊東祐亨は丁汝昌に降伏をすすめるがこれを拒否、日本軍は陸路から威海衛の陸上砲台を攻略し海と陸から北洋艦隊を包囲した。数日の戦闘の後の2月12日、丁汝昌は兵員の助命を条件に降伏に応じ自身は「鎮遠」の艦内でそのまま服毒自決を遂げる。享年58。
丁汝昌の死後、北洋艦隊は正式に降伏する。兵員達は許され、残った艦艇は日本軍に鹵獲された。丁汝昌の遺体はジャンク船で後送されることとなったが、伊東祐亨の独断的な計らいにより貨物船（「康済号」）一隻が鹵獲処分を解かれ、丁の遺体の搬送に使われることとなった。遺体を乗せた船は、日本海軍の敬礼の列に見送られながら、助命された兵員とともに本国へ帰還した。
しかしながら「北洋艦隊消滅」の知らせを聞いた光緒帝は、丁汝昌の「財産没収」を言い渡し、葬儀を出す事も許さなかった。名誉回復がなされたのは1910年、当時の海軍大臣の愛新覚羅載洵（光緒帝の実弟）や南北洋水師兼広東水師提督の薩鎮氷らの嘆願の結果である。